# Palazzo San Giacomo (Russi)
Palazzo San Giacomo (E' muraiòn in romagnolo) o palazzo Rasponi è un palazzo sito nel territorio del comune di Russi, 15 km a sud-ovest di Ravenna. È stato per secoli la residenza estiva dei conti Rasponi, casato nobiliare ravennate.

## Storia
Nel 1664 il conte Guido Carlo Rasponi, fratello minore del cardinale Cesare Rasponi, acquistò la tenuta di Raffanara, sita nella campagna ravennate, a circa 2 km dall'abitato di Russi.
Nella tenuta vi erano due edifici. Il più antico era una chiesa dedicata a San Giacomo, esistente sin dal XII secolo. Sotto l'argine destro del fiume Lamone vi erano le rovine di un castrum. I Rasponi edificarono la loro residenza estiva sulle rovine dell'antico castello. Il palazzo fu via via abbellito nel corso degli anni dagli eredi di Guido Carlo.
L'imponenza raggiunta dal complesso sul lato verso il fiume nella seconda metà del XVIII secolo, quasi scomparsa per demolizioni successive, ci è restituita da un dipinto di Antonio Joli individuato nel 2019. Il corpo principale, compreso tra le due torri, era preceduto da una scenografica loggia, che includeva due barchesse laterali e si affacciava su di un'ampia corte, delimitata da un curato muro di recinzione rafforzato e ritmato da coppie di lesene. I tre cancelli della cinta muraria erano affiancati da alti pilastri, ognuno sormontato da una coppia di statue, in tutto dodici. Il cancello antistante la loggia e il vasto spazio della corte si apriva al centro di un tratto curvilineo di muro che sporgeva oltre il perimetro quadrangolare, in modo da protendersi verso il fiume Lamone, dal quale i proprietari raggiungevano il palazzo in bucintoro. Questo cancello, che era quindi il principale, era affiancato da una torre e dalla chiesa, inclusi nella cinta perimetrale. Esternamente era preceduto da due basse costruzioni circolari, in parte già immerse tra gli alberi che, insieme a frutteti, orti e giardini, estendevano l'effetto architettonico del palazzo su di ogni lato del suo articolato e armonico complesso.
Durante il Risorgimento il palazzo, abitato solo d'estate, diventò nascondiglio dei rivoluzionari e sede di riunioni clandestine. La famiglia Rasponi cessò di utilizzare la residenza dopo il 1880.
All'inizio del XX secolo furono distrutti il giardino all'italiana e molti elementi architettonici del palazzo.
Nel 1947 la proprietà passò alla Diocesi di Faenza. Negli anni seguenti ignoti portarono via tutti gli arredi e le suppellettili.
Dal 1977 è proprietario il Comune di Russi (delibera consiliare di fine 1975). Nel 1979 il palazzo fu sottoposto a un intervento di restauro conservativo. Allo stato attuale si conservano solamente i muri, decorati con preziosi affreschi. Il monumento è visitabile ed è sede di eventi artistici e culturali. Negli anni, le infiltrazioni dal tetto hanno portato al crollo di alcune volte ed affreschi.

## Descrizione

### Esterni
Palazzo San Giacomo fu la prima residenza estiva dei conti Rasponi, che mai prima del XVII secolo avevano abitato in campagna. L'edificio assolveva sia la (nuova) funzione di residenza rurale, ma manteneva anche i caratteri del (vecchio) castrum: spiccavano infatti due possenti torri laterali.
Nell'impianto originale dell'edificio erano rispettate tutte le regole albertiane: l'altezza del piano nobile rispetto al piano di campagna; il piano terra adibito a cucina e servizi; le due torri ai lati della facciata.
L'edificio seicentesco misurava 84,50 m di lunghezza ed aveva dimensioni superiori a quelle dell'edificio attuale. Nel corpo centrale i piani erano tre, mentre nelle torri laterali erano cinque. Nei terreni circostanti erano presenti una macina per il grano, due peschiere e una ghiacciaia, che permettevano il sostentamento del palazzo e un giardino all'italiana. Sembra che l'architetto del palazzo fosse lo stesso Guido Carlo.
Si conserva il portone centrale contornato da pietra d'Istria, aggiunto in epoca successiva, sormontato da un balcone in ferro sostenuto da un putto. Sopra l'arco del portone appare lo stemma della famiglia Rasponi: due zampe di leone intrecciate e sormontate dalla testa di un moro bendato e dalla corona.
L'asse viario perfettamente rettilineo che conduce dalla strada provinciale al palazzo, vero "ingresso trionfale" a San Giacomo, fu concepito dal figlio di Guido Carlo Rasponi, Filippo.

### Interni
All'interno gli ambienti sono affrescati. Le decorazioni del piano nobile costituiscono forse il più vasto ciclo pittorico esistente in Romagna tra Sei e Settecento:
- nella sala dedicata al cardinale Cesare Rasponi, affreschi del cattolichino Cesare Pronti e del forlivese Filippo Pasquali, allievo della bottega di Carlo Cignani;
- ciclo con le divinità rappresentanti i giorni della settimana (Saturno, Mercurio, Giove, Venere, Marte, Luna);
- serie di sale con allegorie dei segni zodiacali (sala dei Pesci, dell'Acquario, del Sagittario, del Capricorno, dell'Orione, dei Gemelli, del Cancro, del Leone, della Vergine, della Bilancia);
- saletta centrale con allegoria delle quattro parti del mondo all'epoca conosciute, secondo l'iconografia stabilita alla fine del Cinquecento da Cesare Ripa: al centro del soffitto è dipinto il sole, ai quattro angoli Europa, Asia, Africa e America, con i loro simboli identificativi;
- saletta della Torre Nord con allegoria dell'Amore;
- sala dell'alcova con rappresentazione di Zeus e Venere.

Gli affreschi furono eseguiti in tre cicli distinti, su tre diverse commissioni. Il primo ciclo fu commissionato da Guido Carlo, che fece affrescare la galleria (i primi due punti dell'elenco). Il figlio Filippo continuò l'opera ordinando gli affreschi con i segni zodiacali, portando a termine le decorazioni del piano nobile tra il 1696 e il 1698. I pittori che eseguirono i lavori furono: Philip J. Worndle, Cristof Worndle, Ercole Sangiorgio e Andreas Kinderman. Il di lui figlio Cesare fece completare le decorazioni aggiungendo il tema dei giorni della settimana verso l'anno 1750. Ne furono incaricati i pittori Mariano Collina e Giovanni Battista Sandoni.

### La chiesa
Negli anni tra il 1750 e il 1774 fu costruita, a cura dell'architetto imolese Cosimo Morelli, la chiesa attigua al palazzo, con funzione di cappella di famiglia.
Nel concepire l'interno, Morelli utilizzò le regole dell'ordine corinzio, facendo sormontare il presbiterio da una cupola a lanternino. All'esterno volle realizzare un'unità architettonica e funzionale tra chiesa e palazzo. I due edifici sono collegati tramite un doppio passaggio coperto, uno al piano terra (per la servitù) e uno al primo piano (riservato ai nobili).
Fino al 1980 si potevano ammirare all'interno tre pale: oggi sono custodite presso il Museo diocesano di Faenza (la Parrocchia di Russi fa parte della Diocesi di Faenza-Modigliana).

## Galleria d'immagini

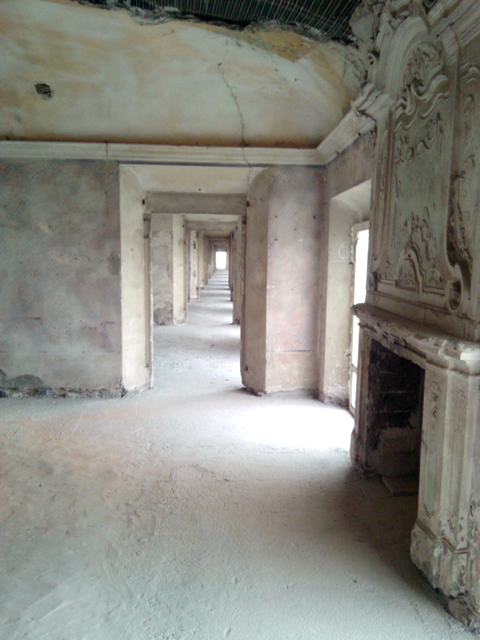
Corridoio al terzo piano
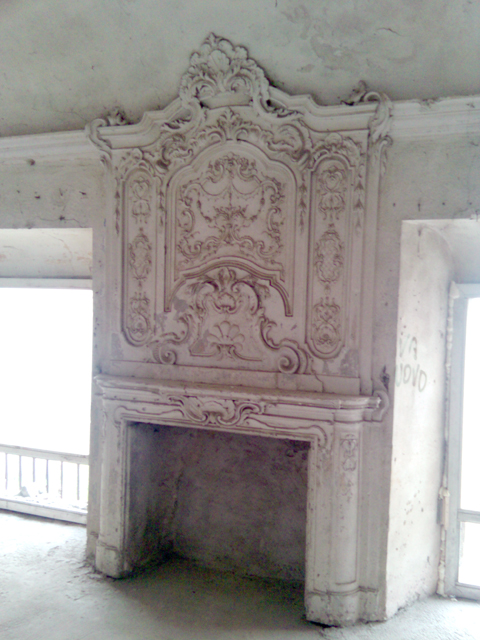
Camino al terzo piano
Chiesa attigua al palazzo dedicata a San Giacomo Apostolo (1750)